# Pierre-Paul-Jacques Cabotte
Pierre-Paul-Jacques Cabotte, francoski general, * 1874, † 1953.